# Thyriochlorota castanipennis
Thyriochlorota castanipennis är en skalbaggsart som beskrevs av Ohaus 1905. Thyriochlorota castanipennis ingår i släktet Thyriochlorota och familjen Rutelidae. Utöver nominatformen finns också underarten T. c. unicolor.